# Fête de la Saint-Patrick
 (mars 2023).
La fête de la Saint-Patrick (parfois appelée Saint-Patrice en français, Patrick étant l'équivalent anglais de Patrice) est une fête chrétienne qui célèbre saint Patrick, le patron de l’Irlande, chaque 17 mars. 
Cette fête est célébrée par les Irlandais du monde entier. Très populaire, elle est également célébrée par des non-Irlandais qui participent aux festivités.  
Traditionnellement associée à la couleur verte, elle est l’occasion de célébrer la culture irlandaise sous toutes ses formes. 
Bien que la Saint-Patrick ne soit pas officiellement une fête nationale en Irlande, elle est toutefois devenue un jour férié dans le pays.

## Le personnage de saint Patrick
Évangélisateur de l'Irlande, saint Patrick aurait expliqué le concept de la Sainte Trinité aux Irlandais lors d'un sermon au roc de Cashel grâce à un trèfle, en faisant ainsi le symbole de l'Irlande (l’emblème officiel du pays étant la harpe celtique). La légende raconte que c'est à ce moment-là qu'il chasse tous les serpents du pays, action qui symbolise la conversion du peuple irlandais : les serpents représentent les croyances polythéistes celtiques des Irlandais, assimilées à Satan, rendu responsable de l'ignorance du Dieu véritable. 

## La célébration

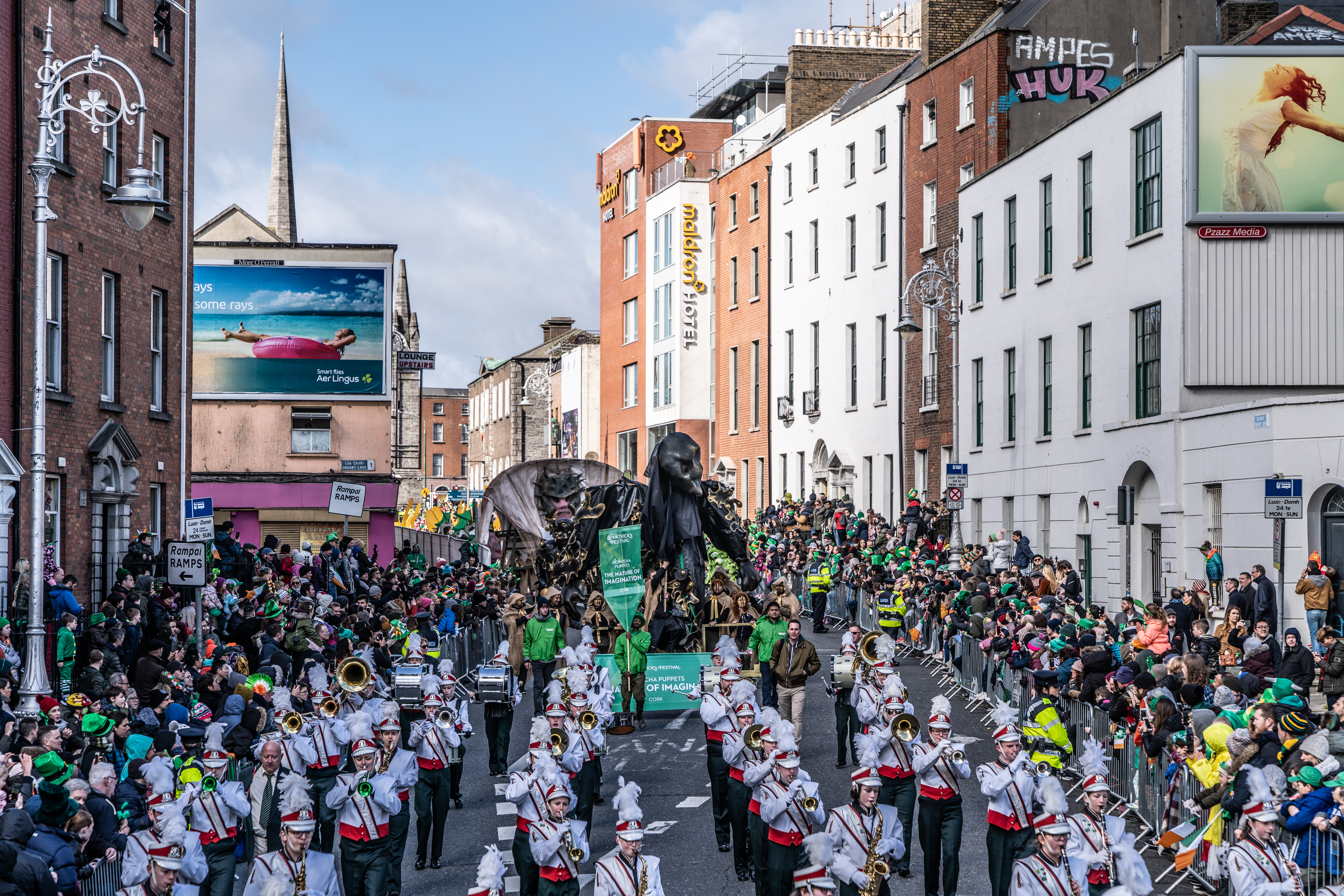
La Saint-Patrick à Dublin, 2019.

La Saint-Patrick est une fête célébrée par l’Église catholique, l'Église orthodoxe, l'Église luthérienne, et l’Église d’Irlande (anglicane). Elle est déjà célébrée par les Irlandais aux IXe siècle et Xe siècle. Par la force  de cette tradition, saint Patrick est associé à l'Irlande dans le système de patronage religieux.
Le 17 mars devient une fête légale dans le calendrier irlandais le 16 mars 1607, date à laquelle cette date est inscrite au calendrier liturgique catholique, sous l'influence de Luke Wadding, un moine scolastique franciscain né à Waterford. 
Cette fête devient alors un jour saint d'obligation pour les catholiques d'Irlande. Elle a toujours lieu pendant le Carême. Le calendrier de l'Église évite les fêtes de saints durant certaines solennités et en déplace la date en dehors de la période d'observation. La Saint-Patrick est affectée par ce changement lorsque le 17 mars tombe pendant la Semaine sainte. 
La Saint-Patrick est progressivement devenue une fête civile, symbole de reconnaissance de tous les Irlandais. Ainsi aux États-Unis, principal pays de la diaspora irlandaise, la première célébration de cette fête a lieu à Boston en 1737 et la première parade officielle à New York en 1762.

## Les symboles de la Saint-Patrick

Le leprechaun.

Différents symboles font référence à la Saint-Patrick comme le trèfle à trois feuilles qui est aussi le symbole de l'Irlande, la couleur verte, ou le leprechaun, un petit personnage imaginaire avec une barbe rousse, habillé tout en vert avec un petit trèfle sur son chapeau haut de forme.

## Statut officiel de la Saint-Patrick

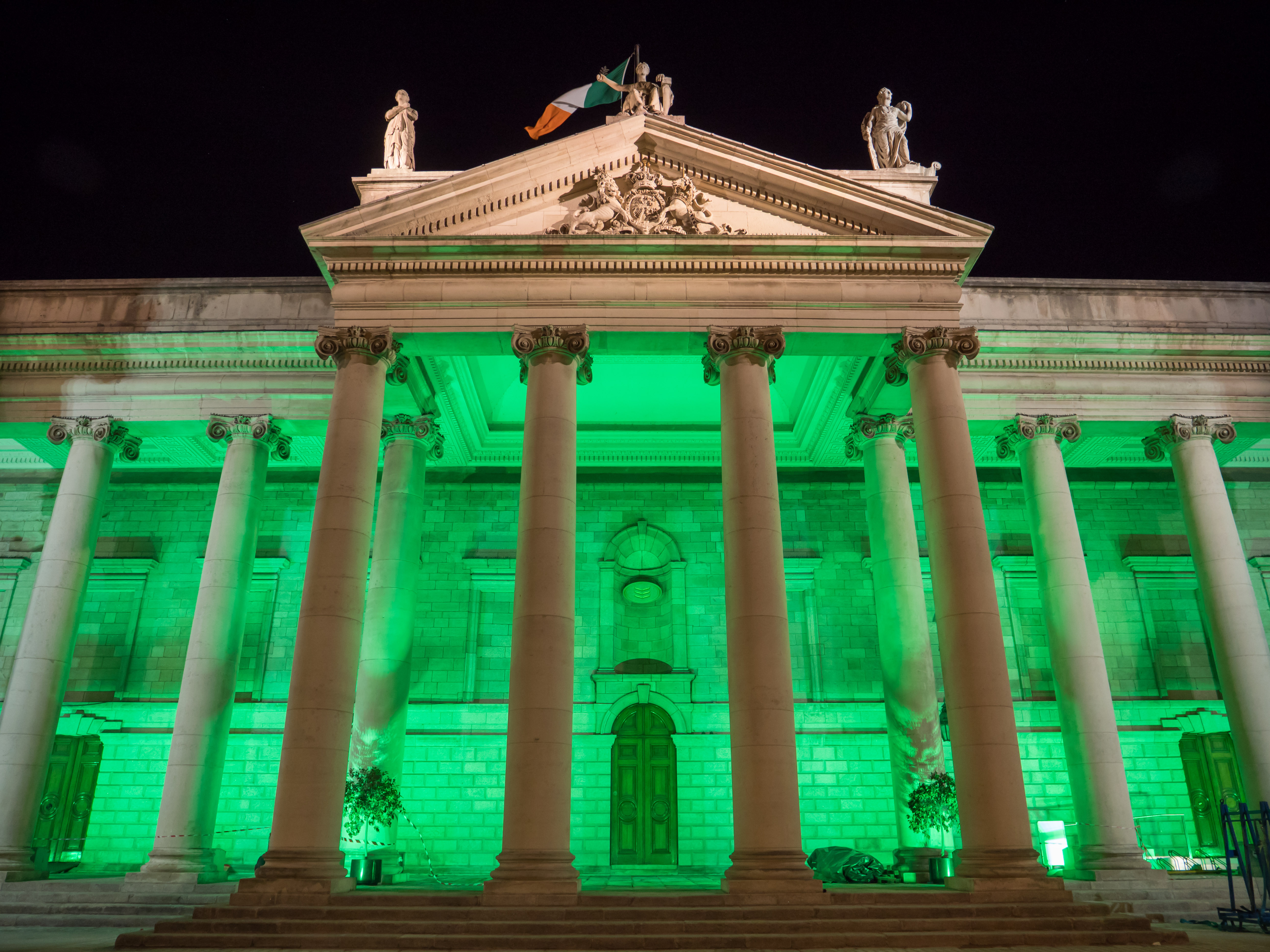
Le Parlement irlandais illuminé pour la Saint-Patrick, en 2018.

La Saint-Patrick n'est pas la fête nationale officielle en Irlande car l'État d'Irlande ne possède pas de fête nationale au sens propre.
Il s'agit d'une fête religieuse adoptée par l'Église catholique au début du XVIIe siècle, jour férié en Irlande et dans l'île de Montserrat. Elle est comparable en ce sens à la Saint-David au pays de Galles, à la Saint-Andrew en Écosse ou à la Saint-Yves en Bretagne. Cependant, cette date liturgique n'a jamais fait l'objet d'un acte officiel de l'État irlandais.
La Saint-Patrick est toutefois devenue un jour férié officiel en Irlande, de par le Bank Holiday Act de 1903 (en), un acte du Parlement du Royaume-Uni introduit par James O'Mara.  
Celui-ci a plus tard fait voter la loi ordonnant la fermeture des pubs le 17 mars, la consommation d'alcool étant devenue hors de contrôle, loi qui a été abrogée dans les années 1970. 
Lorsque la Saint-Patrick tombe un dimanche, le jour férié est déplacé au lundi, ce qui permet aux citoyens irlandais de bénéficier du nombre complet de leurs jours fériés actés par le gouvernement.

## Promotion de la culture
Suivant la tradition de procession religieuse, le gouvernement de l'État libre d'Irlande organise la première parade de la Saint-Patrick à Dublin en 1931. Elle est supervisée par le ministre de la Défense d'alors : Desmond FitzGerald.
Vers le milieu des années 1990, le gouvernement irlandais commence une campagne pour associer le jour de la Saint-Patrick avec un festival visant à promouvoir la culture irlandaise. Le gouvernement constitue un groupe intitulé St Patrick's Festival qui a pour but :
- d'offrir un festival national qui se classe parmi les plus grandes célébrations du monde ;
- de créer une énergie et une excitation à travers l'Irlande grâce à l'innovation, la créativité, l'investissement, et les activités commerciales ;
- de fournir une opportunité et une motivation pour les gens d'origine irlandaise (et ceux qui parfois souhaiteraient être nés irlandais) à assister et à se joindre aux célébrations imaginatives et expressives ;
- de projeter, à l'international, une image juste de l'Irlande, en tant que pays créatif, professionnel et sophistiqué avec un charme certain.

Le premier Saint Patrick's Festival s'est tenu le 17 mars 1996. En 1997, il devient un événement de trois jours, et en 2000, l’événement dure quatre jours. En 2006, il se tient sur cinq jours, et ce sont plus de 675 000 personnes qui assistent à la parade de 2009. La même année, il accueille près d'un million de visiteurs, qui prennent part aux festivités, incluant des concerts, du théâtre de rue et des feux d'artifice, dont l’événement Skyfest (en) (feu d'artifice annuel) est le centre d'attraction principal. Le thème du symposium de la Saint-Patrick 2004 était Talking irish ; symposium durant lequel ont été discutées les natures de l'identité irlandaise, de son succès économique et de leur futur. Depuis 1996, l'emphase a été mise sur la célébration et l'injection dans le festival d'une notion d'« irishitude », plutôt que sur les thèmes traditionnels religieux ou ethniques. On peut retenir à titre d'exemple la semaine du gaëlique (An seachtain na gaeilge), qui prépare l'ambiance du festival en mettant l'accent sur la langue gaëlique, et « étend » le festival d'une semaine. En ce sens, l’événement tend à se laïciser, ce qui participe à la mauvaise interprétation de l’événement par la communauté mondiale.
La parade de Dublin, ponctuant le festival de cinq jours, a réuni plus de 550 000 personnes en 2011. Tout comme Dublin, de nombreuses autres villes et villages en Irlande tiennent leur propre festival ou parade, comme à Cork, Belfast, Derry, Galway, Kilkenny, Limerick et Waterford. La plus grande célébration en dehors du Dublin se tient à Downpatrick, dans le comté de Down, où saint Patrick est supposément enterré. En 2004, d'après le conseil du district de Down, le Saint Patrick's festival a vu 2 000 participants, 82 chars, des groupes de musique et des artistes, et a été regardé par 30 000 personnes. La plus petite parade de la Saint-Patrick en revanche, se tient à Dripsey (en), dans le comté de Cork. La parade se déroule sur 100 yards et sillonne entre les deux pubs du village.

## La Saint-Patrick à travers le monde

### Perception à l'étranger

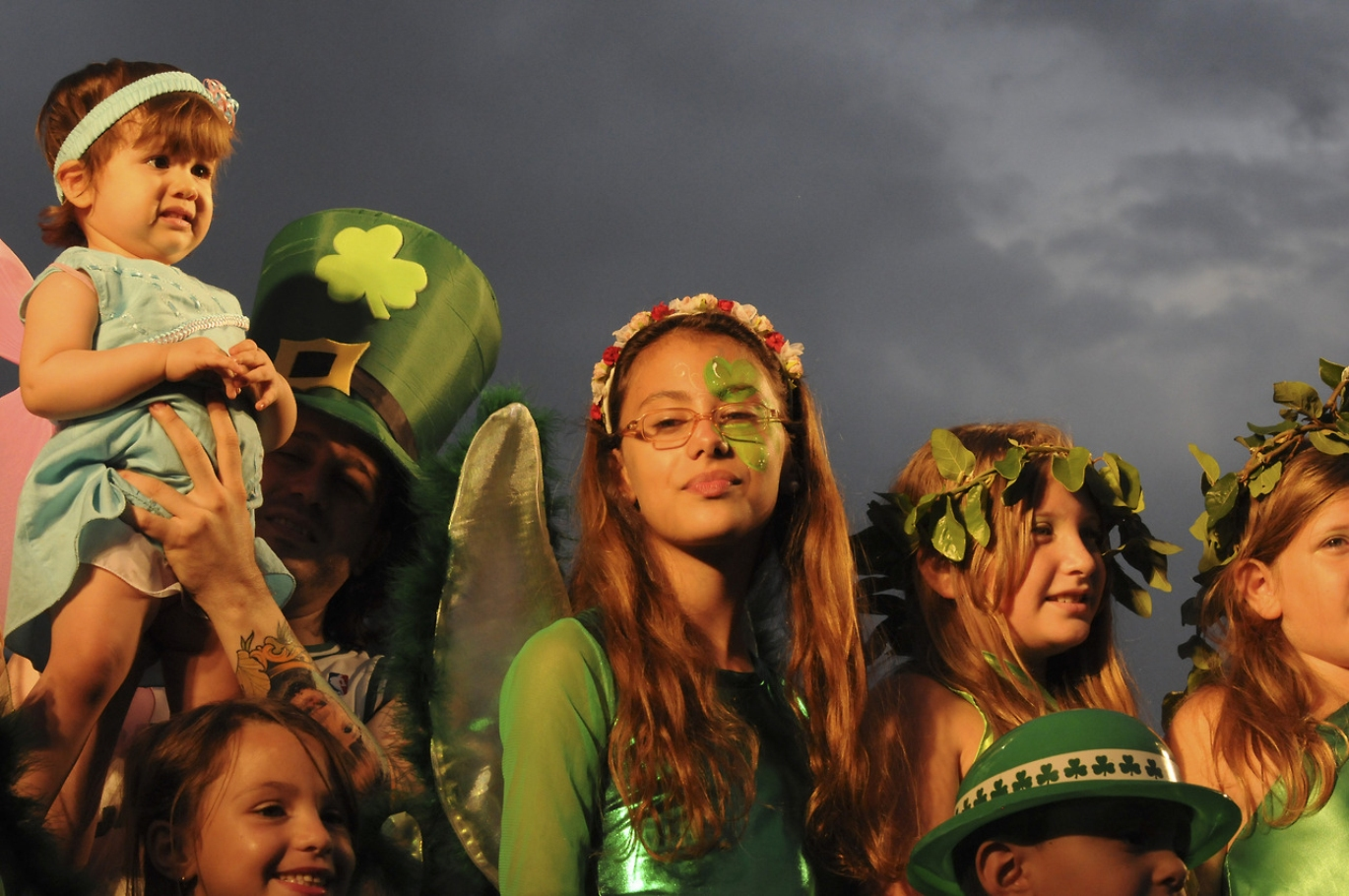
Fête de la Saint-Patrick, Buenos Aires (Argentine).

La fête de Saint-Patrick est célébrée par les Irlandais du monde entier, expatriés ou descendants des nombreux émigrants, et sa popularité s’étend aujourd’hui vers les non-Irlandais qui participent aux festivités et se réclament « Irlandais pour un jour ». Les célébrations font généralement appel à la couleur verte et à tout ce qui appartient à la culture irlandaise. Originellement, la couleur de saint Patrick est le bleu, le vert faisant son apparition en 1798 pendant la rébellion irlandaise quand le trèfle est devenu un symbole du nationalisme et que la Société des Irlandais unis arbore un drapeau national vert à la harpe d'or.
La fête de la Saint-Patrick pratiquée aujourd’hui voit les participants, chrétiens ou non, porter au moins un vêtement avec du vert, assister à des « parades », consommer des plats et des boissons irlandaises, en particulier des boissons alcoolisées (bières et stout irlandaises, comme la Murphy's, Smithwick’s, Harp ou Guinness, ou des whiskeys, des cidres irlandais, des Irish coffee).
À l'étranger, cette fête est surtout perçue comme la célébration de ce qui fait l'Irlande : le vert, les trèfles, la musique et la bière. La consommation à outrance de cette dernière étant largement encouragée par l'esprit de fête et les brasseries, donnant parfois lieu à des excès, tant sur le plan de la santé (notamment avec le binge drinking), que sur le plan culturel, où la Saint-Patrick devient une sorte de culte irlandais de la bière dans l'imaginaire collectif. Vis-à-vis de ce problème, les représentants chrétiens en Irlande ont exprimé une inquiétude quant à la sécularisation de la Saint-Patrick. Dans le numéro de mars 2007 de The Word (en), Fr. Vincent Twomey écrit : « Il est temps de réclamer la Saint-Patrick comme un festival religieux ». Il pose la question du besoin de la « réjouissance outre-alcoolisée » et conclut « qu'il est temps d'associer la piété à l'amusement. »

### À New York
C’est la ville de New York qui abrite la plus grande parade pour la Saint-Patrick, avec plus de deux millions de spectateurs sur la Cinquième Avenue, devant les tours du sanctuaire dédié à saint Patrick, construit au XIXe siècle dans le style flamboyant. Les premières manifestations de la Saint-Patrick à New York remontent à 1762, quand les soldats irlandais défilèrent dans la ville le 17 mars. Le jour de la Saint-Patrick, la colonie irlandaise de San Francisco organise un grand défilé dans les rues. La statue de l’évêque évangélisateur de l’Irlande est ainsi promenée sur un char décoré aux couleurs nationales.

### À Montréal

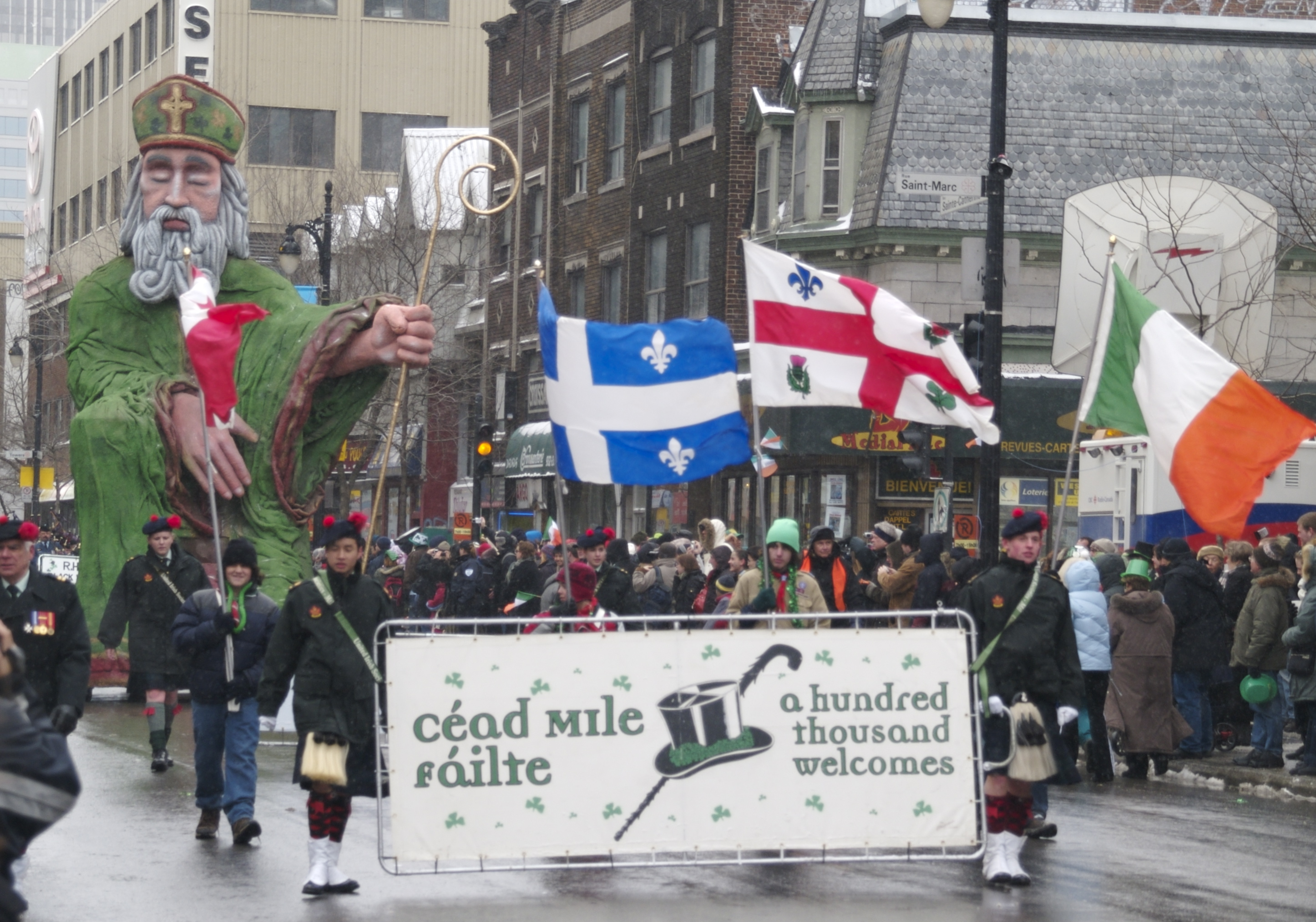
Saint-Patrick, Montréal, 18 mars 2007.

Au Canada, le plus ancien défilé de la Saint-Patrick est organisé à Montréal depuis 1824. C'est aujourd'hui un événement rassembleur auquel participe toutes les communautés culturelles de la ville. Des centaines de milliers de personnes assistent au défilé et participent aux festivités. En 1847, la basilique Saint-Patrick y est inaugurée, pour servir l'importante communauté catholique irlandaise de la ville, qui s'était considérablement accrue depuis le début de la décennie avec les réfugiés de la grande famine. 
Au Québec, la Saint-Patrick coïncide avec les premiers signes du printemps et la « tempête de la Saint-Patrick » est une expression populaire qui annonce la dernière tempête de neige de la saison hivernale. Le long hiver québécois ne pourrait pas se conclure avant son passage. Mais comme pour l'été indien, elle tient plus du mythe que d'un phénomène météorologique persistant.

### À Buenos Aires
En plus d'être représentée par une nombreuse communauté de descendants d'Irlandais (en), l'Irlande a été le seul pays de l'Union européenne qui a soutenu l'Argentine pendant la guerre des Malouines, et le pays d'origine du plus grand amiral de la marine de guerre argentine, Guillermo Brown. On célèbre la Saint-Patrick à Buenos Aires, Córdoba et Rosario ; à partir de 2009 ces célébrations sont sponsorisées par l'ambassade d’Irlande en Argentine.